# Waar moet 'ie in? (Daar moet 'ie in)
Waar moet 'ie in? (Daar moet 'ie in) is een nummer uit 2004 van de Nederlandse zanger Guus Meeuwis en de Nederlandse radio-dj Edwin Evers.
Het nummer is vooral humoristisch bedoeld. Meeuwis bezingt in het nummer zijn steun aan het Nederlands Elftal voor het EK van 2004. Tussen de vocalen van Meeuwis door is Evers te horen met imitaties van Frank en Ronald de Boer en Johan Cruijff, iets wat hij ook deed tijdens zijn ochtendshow Evers Staat Op, waarmee hij grote populariteit genoot. Het nummer werd een hit tijdens het EK van 2004, en haalde de 17e positie in de Nederlandse Top 40.

## Hitnoteringen

### Nederlandse Top 40
| Hitnotering: 24-06-2004 t/m 17-07-2004 | Hitnotering: 24-06-2004 t/m 17-07-2004 | Hitnotering: 24-06-2004 t/m 17-07-2004 | Hitnotering: 24-06-2004 t/m 17-07-2004 | Hitnotering: 24-06-2004 t/m 17-07-2004 | Hitnotering: 24-06-2004 t/m 17-07-2004 |
| Week                                   | 1                                      | 2                                      | 3                                      | 4                                      |                                        |
| -------------------------------------- | -------------------------------------- | -------------------------------------- | -------------------------------------- | -------------------------------------- | -------------------------------------- |
| Positie                                | 33                                     | 17                                     | 29                                     | 38                                     | uit                                    |